# Bojin Del
Bojin Del (em cirílico: Бојин Дел) é uma vila da Sérvia localizada no município de Vranje, pertencente ao distrito de Pčinja, na região de Južno Pomoravlje. A sua população era de 56 habitantes segundo o censo de 2011.

## Demografia
| 1948 | 1953 | 1961 | 1971 | 1981 | 1991 | 2002 | 2011 |
| ---- | ---- | ---- | ---- | ---- | ---- | ---- | ---- |
| 334  | 360  | 331  | 301  | 251  | 119  | 87   | 56   |